# Hanvedbusk
Hanvedbusk (dansk) eller Handewitt-Busch (tysk) betegner en bebyggelse og et areal ved den nordvestlige udkant af Hanved Skov syd for landsbyen Hanved i Sydslesvig. I administrativt henseende hører stedet under Hanved kommune i Slesvig-Flensborg kreds i den nordtyske delstat Slesvig-Holsten. I kirkelig henseende hører bebyggelsen til Hanved Sogn. Sognet lå i Vis Herred (Flensborg Amt, Sønderjylland), da området tilhørte Danmark.
Hanvedbusk er første gang nævnt 1779, den udviklede sig ud fra en enkel skovfogedbolig. På jysk udtales stednavnet Hanjvæj'bask. I 1970 havde stedet 47 indbyggere. Sydvest for Hanvedbusk ligger Hanvedmark med koloniststedet Hanved Koloni.